# Joan Baez (album)
| Recensione                        | Giudizio        |
| --------------------------------- | --------------- |
| AllMusic                          | [ 5 ]           |
| The New Rolling Stone Album Guide | [ 6 ]           |
| Sputnikmusic                      | 3.9 (Excellent) |

Joan Baez è l'omonimo secondo album di Joan Baez, è stato pubblicato nell'ottobre del 1960 ed è l'album che ha portato al successo l'artista di Staten Island. Esso contiene 13 canzoni tradizionali folk tra cui All My Trials, Silver Dagger e Fare Thee Well. Sebbene all'epoca le fosse stato offerto un contratto da parte della Columbia Records lei scelse di lavorare con la Vanguard Records, un'etichetta indipendente, sperando così di ottenere una maggiore libertà artistica. La scelta diede i suoi frutti, e la Baez poté pubblicare questo album caratterizzato unicamente dalla sua voce e dal suono della sua chitarra, a cui si aggiunge una seconda chitarra in una manciata di canzoni. Nonostante la mancanza di altri strumenti, come fiati o percussioni, l'album ebbe grande successo e portò la Baez allo status di star mondiale.

## Tracce
Lato A
1. Silver Dagger – 2:29 (Brano tradizionale, arrangiamento Joan Baez)
2. East Virginia – 3:38 (Brano tradizionale, arrangiamento Joan Baez)
3. Fare Thee Well (Ten Thousand Miles) – 3:15 (David Gude)
4. House of the Rising Sun – 2:52 (Brano tradizionale, arrangiamento Joan Baez)
5. All My Trials – 4:36 (Brano tradizionale, arrangiamento Joan Baez)
6. Wildwood Flower – 2:30 (Brano tradizionale, arrangiamento Joan Baez)
7. Donna Donna – 3:09 (Sholom Secunda (testi in Yiddish), Aaron Zeitlin (musica); Arthur Kevess, Teddi Schwartz (traduzioni in inglese))

Lato B
1. John Riley – 3:50 (Brano tradizionale, arrangiamento Joan Baez)
2. Rake and Rambling Boy – 1:52 (Brano tradizionale, arrangiamento Joan Baez)
3. Little Moses – 3:25 (Brano tradizionale, arrangiamento Joan Baez)
4. Mary Hamilton – 5:54 (Brano tradizionale, arrangiamento Joan Baez)
5. Henry Martin – 4:10 (Brano tradizionale, arrangiamento Joan Baez)
6. El preso numero nueve – 2:47 (Hermanos Cantorell)

Edizione CD del 2001, pubblicato dalla Vanguard Records (VMD 79594)
1. Silver Dagger – 2:32 (Brano tradizionale, arrangiamento Joan Baez)
2. East Virginia – 3:44 (Brano tradizionale, arrangiamento Joan Baez)
3. Fare Thee Well (Ten Thousand Miles) – 3:22 (David Gude)
4. House of the Rising Sun – 2:56 (Brano tradizionale, arrangiamento Joan Baez)
5. All My Trials – 4:41 (Brano tradizionale, arrangiamento Joan Baez)
6. Wildwood Flower – 2:37 (Brano tradizionale, arrangiamento Joan Baez)
7. Donna Donna – 3:13 (Sholom Secunda (testi in Yiddish), Aaron Zeitlin (musica); Arthur Kevess, Teddi Schwartz (traduzioni in inglese))
8. John Riley – 3:53 (Brano tradizionale, arrangiamento Joan Baez)
9. Rake and Rambling Boy – 1:59 (Brano tradizionale, arrangiamento Joan Baez)
10. Little Moses – 3:31 (Brano tradizionale, arrangiamento Joan Baez)
11. Mary Hamilton – 5:57 (Brano tradizionale, arrangiamento Joan Baez)
12. Henry Martin – 4:15 (Brano tradizionale, arrangiamento Joan Baez)
13. El preso numero nueve – 2:50 (Hermanos Cantorell)
14. Girl of Constant Sorrow – 1:46 (Brano tradizionale, arrangiamento Joan Baez) – Bonus Track - Previously Unreleased
15. I Know You Rider – 3:46 (Brano tradizionale, arrangiamento Joan Baez) – Bonus Track - Previously Unreleased
16. John Riley – 4:23 (Brano tradizionale, arrangiamento Joan Baez) – Bonus Track - Previously Unreleased Version

## Musicisti
- Joan Baez - chitarra, voce
- Fred Hellerman - chitarra (seconda chitarra) (brani: A5, A6, A7, B2, B3 e B6)[11]